# Palazzo Carcano Tondani
Palazzo Carcano Tondani è un edificio storico di Milano situato in via Francesco Sforza al civico 39.

## Storia e descrizione
Il palazzo originale fu costruito nella prima metà del XVII secolo su commissione di Giovanni Pietro Carcano, nobile milanese conosciuto come grande finanziatore dell'ospedale maggiore di Milano. Quasi due secoli più tardi, a partire dal 1835, la facciata fu completamente rifatta su disegno Gian Luca Cavazzi della Somaglia, genero del committente Giacomo Mellerio che aveva acquistato il palazzo, che riprogettò la facciata in uno stile tipicamente tardo neoclassico. Il palazzo, dalle forme monumentali e all'epoca tra i più prestigiosi dell'area, si presenta su tre piani con 17 aperture e può essere idealmente diviso in tre parti verticali: i due corpi laterali con il pian terreno in bugnato e un piccolo balcone al primo piano, ed il corpo centrale sormontato da un timpano triangolare decorato con un bassorilievo di una scena mitologica pagana. Dei sontuosi interni e del giardino di origine barocca non rimane oggi nulla. 
Giacomo Mellerio, decise di donare il palazzo, tramite un lascito, alla Congregazione di Carità che a metà del XIX sec., frazionò la proprietà per poterla affittare più facilmente. Fra la fine del XIX e gli inizi del XX secolo, il palazzo fu venduto ai conti Tondani, molto conosciuti all'epoca per la loro produzione di rayon.